# Xiyuan, Xianyou
Xiyuan (kinesiska: 西苑) är en socken i sydöstra Kina. Den ligger i Xianyou härad i staden Putian i provinsen Fujian, omkring 98 kilometer sydväst om provinshuvudstaden Fuzhou. Antalet invånare är 11 061. Befolkningen består av 5 225 kvinnor och 5 836 män. Barn under 15 år utgör 17,0 %, vuxna 15-64 år 70 %, och äldre över 65 år 11,0 %.